# Surama
Le village de Surama est situé dans la région de Haut-Takutu-Haut-Essequibo, en Guyana. Sa population est d’environ 304 habitants, qui sont des Macuxi.